# Randa (Svájc)

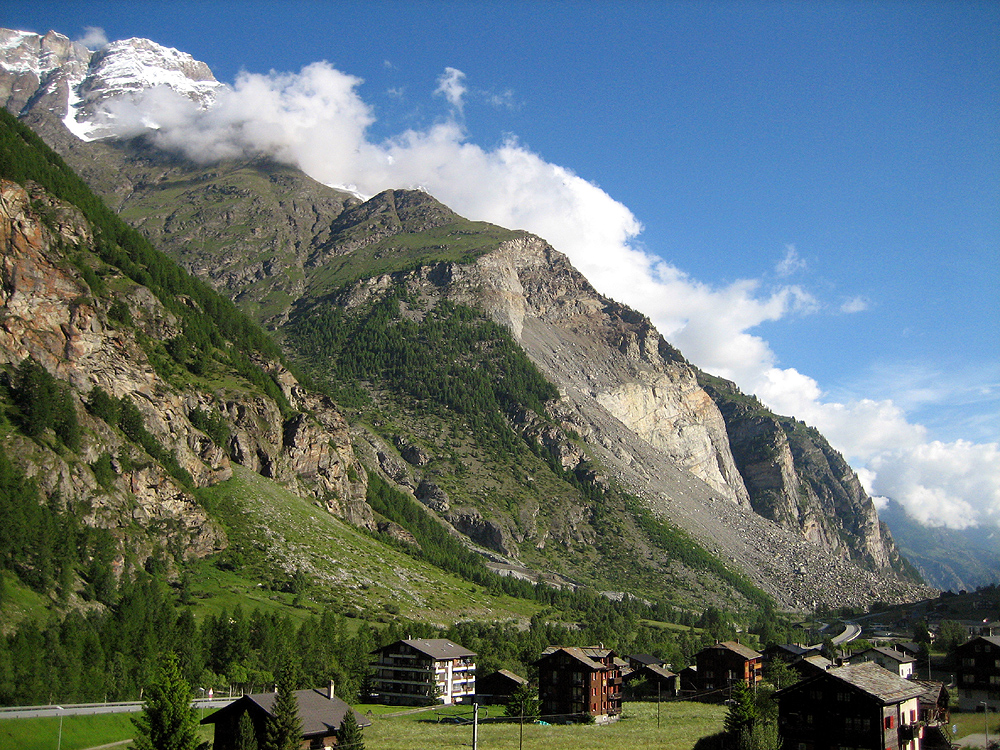
Randa

Randa egy önkormányzattal rendelkező svájci község Valais kantonban, Visp körzetben.
A települést először 1305-ben említik.
1819-ben majdnem teljesen megsemmisült egy lavina miatt.
1991-ben egy nagy kőomlás okozott áradás károkat.
Randa a turisták által kedvelt terep, mert könnyen elérhető vonattal és autóval is. Van kemping, ahonnan taxiszolgáltatással el lehet érni Zermattot. A vasút neve Glacier Express.
Területe 54,5 km², 81,8%-a lakatlan, műveletlen terület.
Lakosság: 445 fő (2013). A lakosság több mint fele érettségivel rendelkezik.
2010-ben a munkanélküliség 3,1%-os volt.
A lakosok többsége német ajkú.